# Rhoipteleaceae
Rhoipteleaceae is een botanische naam, voor een familie van tweezaadlobbige planten. Een familie onder deze naam wordt regelmatig erkend door systemen van plantentaxonomie, en zo ook door het APG-systeem (1998). Daarentegen is de status in het APG II-systeem (2003) wat meer bescheiden: het biedt de keuze òf deze familie te erkennen òf de betreffende planten in te voegen bij de okkernootfamilie (Juglandaceae).
De familie wordt bij APG ingedeeld in de orde Fagales, bij Cronquist (en bij Thorne) in diens orde Juglandales, in het Wettstein-systeem in diens orde Urticales. Reveal gaat zelfs over tot een aparte orde Rhoipteleales, die dan alleen uit deze ene familie bestaat.
Indien erkend, bestaat de familie uit één soort: Rhoiptelea chiliantha, bomen in China en Vietnam.